# Потейко Анатолій Дмитрович
Анато́лій Дми́трович Поте́йко (1924 —1988) — головний інженер, Лауреат Державної премії УРСР в галузі науки і техніки (1969).

## Життєпис
Станом на 1969 рік — головний інженер Харківського моторобудівного заводу «Серп і молот».
Лауреат Державної премії УРСР в галузі науки і техніки 1969 року: «Створення універсальних дизелів „СМД“ для тракторів, комбайнів та інших машин і організація їх спеціалізованого масового виробництва»; співавтори Гура Григорій Степанович, Єременко Борис Степанович, Карась Леонід Мойсейович, Маршал Федір Петрович, Пипенко Іван Петрович, Сахнюк Іван Іванович, Сєріков Іван Олександрович.